# Jožef Hasl
Jožef Hasl, slovenski katoliški duhovnik, jezuit, nabožni pisec in prevajalec, * 14. november 1733, Celje, † 2. avgust 1804, Dol pri Hrastniku.
Filozofijo je kot jezuit študiral na Dunaju in postal 1757 magister filozofije, nato je poučeval na jezuitski gimnaziji v Mariboru. Okoli leta 1762 je v Gradcu študiral bogoslovje in bil okoli 1766 posvečen v duhovnika.
V letih 1766−1773 je bil pridigar v Ljubljani, Trstu in Gorici. Po razpustitvi jezuitskega reda je upravljal različne župnije, od 1784 pa je bil župnik v Dolu pri Hrastniku. Iz latinščine je prevedel postna premišljevanja G. Hevenesija Sveti post (1770).